# Лаетолі

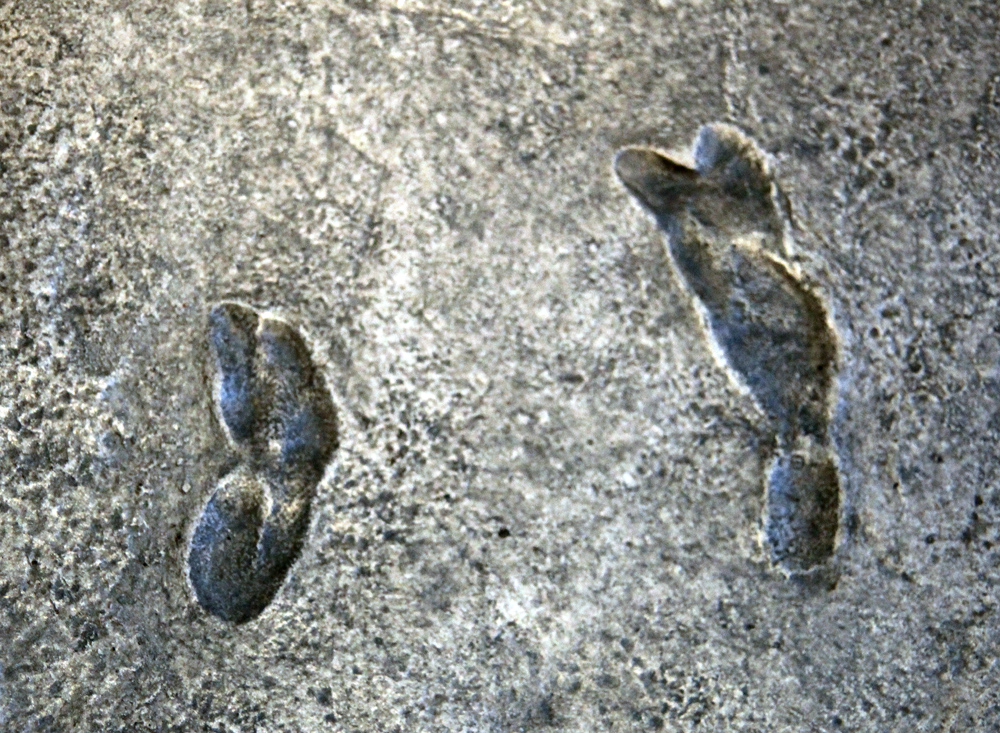
Зліпок слідів, знайдених Мері Лікі

Лаетолі — місцевість в Танзанії за 20 км від вулкана Садіман, де в 1978 році були виявлені відбитки ніг прямоходячих гомінідів, які жили близько 3,6 млн років тому. У порівнянні з іншими місцями палеонтологічних розкопок в Африці, Лаетолі унікальне тим, що на його території не виявлено ні слідів повеней, ні слідів щільних екваторіальних лісів — клімат, ландшафт і екосистема Лаетолі залишаються незмінними протягом декількох мільйонів років. Близько 3,6 млн років тому виверження Садімана засипали землю тонким шаром попелу. Попіл, перетворившись під дощем у твердий туф, зберіг відбитки ніг гомінідів, відомі як «відбитки Лаетолі» або «сліди Лаетолі» (англ. Laetoli footprints), та інших представників фауни пізнього плейстоцену.
Перші розкопки Лаетолі в пошуках предків людини провели Луїс Лікі в 1935 і Людвіг Коль-Ларсен в 1938—1939. Серед знайдених ними останків були зуби австралопітеків, але ні Лікі, ні Коль-Ларсен не змогли правильно визначити знахідку. «Зуби мавп», зібрані Лікі, були ідентифіковані як рештки гомінідів тільки в 1979 році. У 1974 за завданням Мері Лікі Лаетолі розкопав Камо Кімі, в 1975—1981 в Лаетолі працювала сама Мері Лікі. Кімі та Лікі зібрали переконливу колекцію решток австралопітеків.
У 1976 році Ендрю Хілл вперше виявив відбитки тварин в тонкому шарі вулканічного туфа (точніше, цілого набору шарів попелу товщиною близько 20 см, сформованого поруч близьких за часом вивержень). Лікі зацікавилася знахідкою і направила свою групу на пошуки аналогічних слідів. У 1978 році Пол Абелл знайшов так звані «відбитки Лаетолі» — сліди прямоходящих гомінідів. Знахідка мала вигляд ланцюжка відбитків ніг двох подорожніх істот — всього близько 70 відбитків на доріжці довжиною 27 метрів. Більша істота, ймовірно, була самцем, інша — самкою. Поруч також проходили ланцюжки слідів дрібних копитних. Лікі спочатку не надавала великого значення знахідці: «Вона не відрізнялася від інших, бо [тоді] ми не знали, що ми знайшли»
Лікі ідентифікувала, істот з Лаетолі з Australopithecus afarensis, що жили 3,6 млн років тому, кістки яких були знайдені по сусідству з доріжкою слідів. Зв'язок відбитків і решток з Лаетолі не є однозначно доведеним, оскільки в рештках з Лаетолі відсутні кістки стоп, які можна було б зіставити з відбитками (таке зіставлення, з позитивним результатом, було виконано для кісток більш пізнього Homo habilis).
Відбитки, знайдені групою Лікі, викликали бурю в науковому світі, оскільки, на відміну від викопних кісток, дали можливість вивчити механізм ходьби та будову м'яких тканин стопи стародавніх гомінідів. Істоти, що залишили сліди в Лаетолі, були відносно низькорослими або коротконогими. На відміну від сучасних людиноподібних мавп, в істот з Лаетолі великий палець долучався до ступні. На відміну від людини, при ходьбі вони спиралися не на передні відділи стопи, а на п'яти.
У 1979 році група Лікі завершила роботи в Лаетолі та законсервувала розкопки. Зі слів Лікі, поверх «відбитків Лаетолі» були насипані два шари річкового піску, розділені захисною плівкою, і шар каменів для захисту «від тварин і масаїв». Гіпсовий зліпок відбитків був переданий Національному музею Танзанії в Олдуваї. Незабаром на місці розкопу виросли молоді акації, і виникла загроза того, що коріння дерев зруйнують унікальний пам'ятник. Розкопки 1992 підтвердили ці побоювання: там, де коріння вже досягли шару туфу, він вже був зруйнований. Фізичне перенесення доріжки на музейне зберігання було занадто дорого і суперечило науковій етиці, тому для збереження доріжки було вирішено обмежитися періодичною вирубкою дерев.
Розкопки Лаетолі тривають донині. Крім пошуку людиноподібних, дослідники накопичили цілий масив відомостей по викопній фауні цих місць. У Лаетолі виявлені та досліджені останки та сліди дейнотерій, махайродів, антилоп, кабанів і жирафів. У шарах туфу поховано безліч викопних пташиних яєць (вимерлі та сучасні види страусів, цесарок, фазанів, турачей і дрібних птахів).
У 2011 році групою дослідників під керівництвом професора А. Н. Зайцева (Санкт-Петербурзький університет) було показано, що вулкан Садіман не є джерелом вулканічного попелу Лаетолі. Цей висновок був зроблений на підставі відсутності в них мінералу меліліта, а також відмінності в хімічному складі нефеліну і піроксенів.